# 仰望星空派
仰望星空派（英語：Stargazy pie）是一道康沃爾菜餚，主要材料有沙丁魚、雞蛋和馬鈴薯。雖然使用的魚種有不同，但仰望星空派的特徵之一是魚頭（有時是魚尾）會穿過派的外皮，因此看起來類似仰望星空。 
仰望星空派派起源於康沃爾郡村莊毛斯爾，傳統上在湯姆·鮑考克之夜期間食用，慶祝他在一個暴風雨冬夜捕漁成功。這一天毛斯爾會點燈慶祝，並烤一個巨大的仰望星空派，內含七種不同的魚，慶祝村莊免於飢餓。鮑考克通過安東尼亞·巴伯的兒童故事書《毛斯爾的貓》（The Mousehole Cat）普及。2007年，馬克·希克斯（Mark Hix）透過這道菜獲得BBC節目《偉大英國菜單》冠軍。

## 概要
仰望星空派是一道魚派菜餚，傳統上會填充整條沙丁魚。沙丁魚必須保留其頭部，之後將魚刺入派的頂部，看上去像凝視星空。魚的位置使得魚油在烹飪過程中會排到派上，從而增添風味並確保派保持濕潤。著名廚師里克·斯汀建議把魚尾插在派的皮上，以實現魚躍出水的效果。
雖然英國食品信託（British Food Trust）稱這道菜有趣並且給兒童帶來歡樂，但仰望星空派仍被《紐約每日新聞》列入「令人討厭的食物」。在毛斯爾唯一的酒吧The Ship Inn，每逢湯姆·鮑考克之夜仍會提供這道菜餚。

## 起源

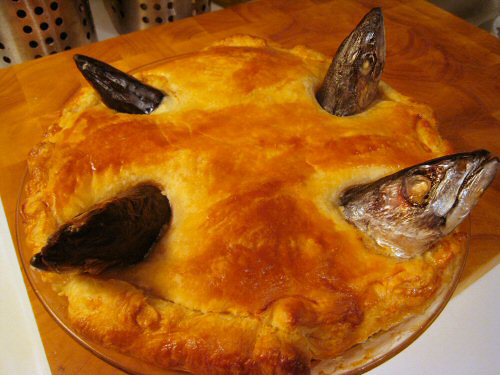
沙丁魚必須頭部朝上

仰望星空派起源於康沃爾郡西部村莊毛斯爾。和其它眾多康沃爾遺產相同，仰望星空派亦有其起源傳說。據傳仰望星空派是為了紀念16世紀時毛斯爾的漁民湯姆·鮑考克。在這一傳說中，當地漁民因冬天的暴風而無法捕魚。當時正值聖誕節，以魚類作為主要食物的村民面臨飢荒危機。12月23日，湯姆·鮑考克決定冒險捕魚。雖然天氣仍是暴風雨，但鮑考克成功捕到了足以全村食用的魚。所有捕撈到的魚（共有7種）都被用來烘培成派。為了顯示其中確實有魚，民眾把魚頭伸出派的餅皮。從此毛斯爾在每年12月23日慶祝湯姆·鮑考克之夜，並同時製作巨大的仰望星空派。
當地漁民曾有在12月底舉辦宴會，製作使用不同種類的魚烹飪的派，以祈禱來年的豐收。湯姆·鮑考克之夜可能和這一風俗有關。1963年之後，毛斯爾村還會在這一天舉辦點燈儀式，照亮漁村。燈飾之一就是仰望星空派。在六顆星星峽，魚的頭部和尾部從派伸出。
有說法認為這一節慶起源是酒吧The Ship Inn所有者捏造的故事。但康瓦爾語作家莫頓·南斯在1927年就在雜誌《Old Cornwall》紀錄了這一節日。據他的記錄。1900年之前就已有這一節日，但湯姆·鮑考克是否確有其人則不得而知。南斯還確認這一節日的起源可追溯至前基督教時代，但仰望星空派何時從該節日出現則是個謎。
另有傳說稱仰望星空派和康沃爾其它特別的派相同，其發明理由是為了讓惡魔遠離康沃爾。據羅伯特·亨特著作《Popular Romances of the West of England; or, The drolls, traditions, and superstitions of old Cornwall》，惡魔曾跨過塔馬河，到達托波因特。但當看見康沃爾人將所有東西都放進派之後，惡魔擔心自己也會被塞進派，因此遠離康沃爾。

## 烹飪方法

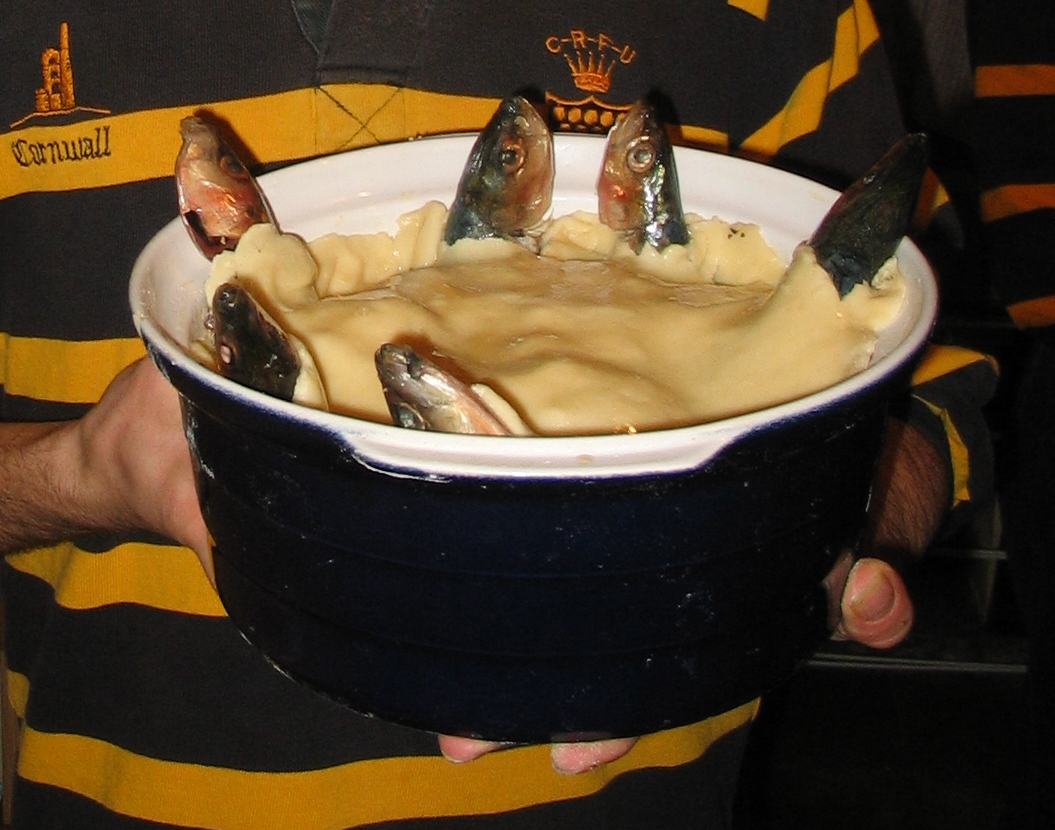
放入烤箱之前的仰望星空派

傳說中仰望星空派使用了玉筋魚、大花串、沙丁魚、鯡魚、貓鯊、魣鱈、竹筴魚七種魚。傳統的仰望星空派主要使用沙丁魚，但亦可使用鯖魚或鯡魚。在將魚插入派之前，需要去鱗及去骨。除了魚之外，其它材料還有牛奶、雞蛋、馬鈴薯。
仰望星空派有眾多使用其它食材的版本，如水煮蛋、培根、洋蔥、芥末醬、白葡萄酒。淡水龍蝦、兔肉、羊肉等食材可替代魚肉。魚的頭部或尾部需突出派的餅皮。為外形美觀，一般建議將沙丁魚的尾部朝派的中央，頭部則突出至派的外側。派的內部還可放入蔬菜、康沃爾雅格芝士等食材。

## 大衆文化
安東尼亞·巴伯的兒童故事書《毛斯爾的貓》（The Mousehole Cat）以湯姆·鮑考克之夜為題材。在這本書中，鮑考克和他的愛貓共同捕魚，成功令「暴風貓」暫時休息，得以在暴風雨暫停時成功捕魚。
在英國烹飪節目《偉大英國菜單》第二季，倫敦餐廳「The Ivy」主廚馬克·希克斯（Mark Hix）用仰望星空派作為主菜。他在派的內部填充兔肉和小龍蝦，並將小龍蝦突出派的餅皮。希克斯此後在他的餐廳亦提供過這道菜。
歌手布倫達·伍頓在1975年發行的專輯以仰望星空派作為名稱，南希·克爾、詹姆斯·法根在1997年的專輯中也有一曲以這道菜為題。美國樂隊The Silver Seas亦在2004年發行了以仰望星空派為名的專輯。
在中國，仰望星空派被中國人視為對英國菜难吃的刻板印象代表。在一些介绍文章中，由于配图中的鱼头都睁眼垂直“望着”天空，因此嘲讽为“死不瞑目”。而這種食品亦在一些中國開發的電子遊戲中被提及，例如在《原神》中以「魚魚詠唱派」的名稱出現。

## 外部連結
- Stargazy pie recipe and image （页面存档备份，存于）
- Stargazy pie, description, history, recipe and image （页面存档备份，存于）